# Onze-Lieve-Vrouw van 't Boompje

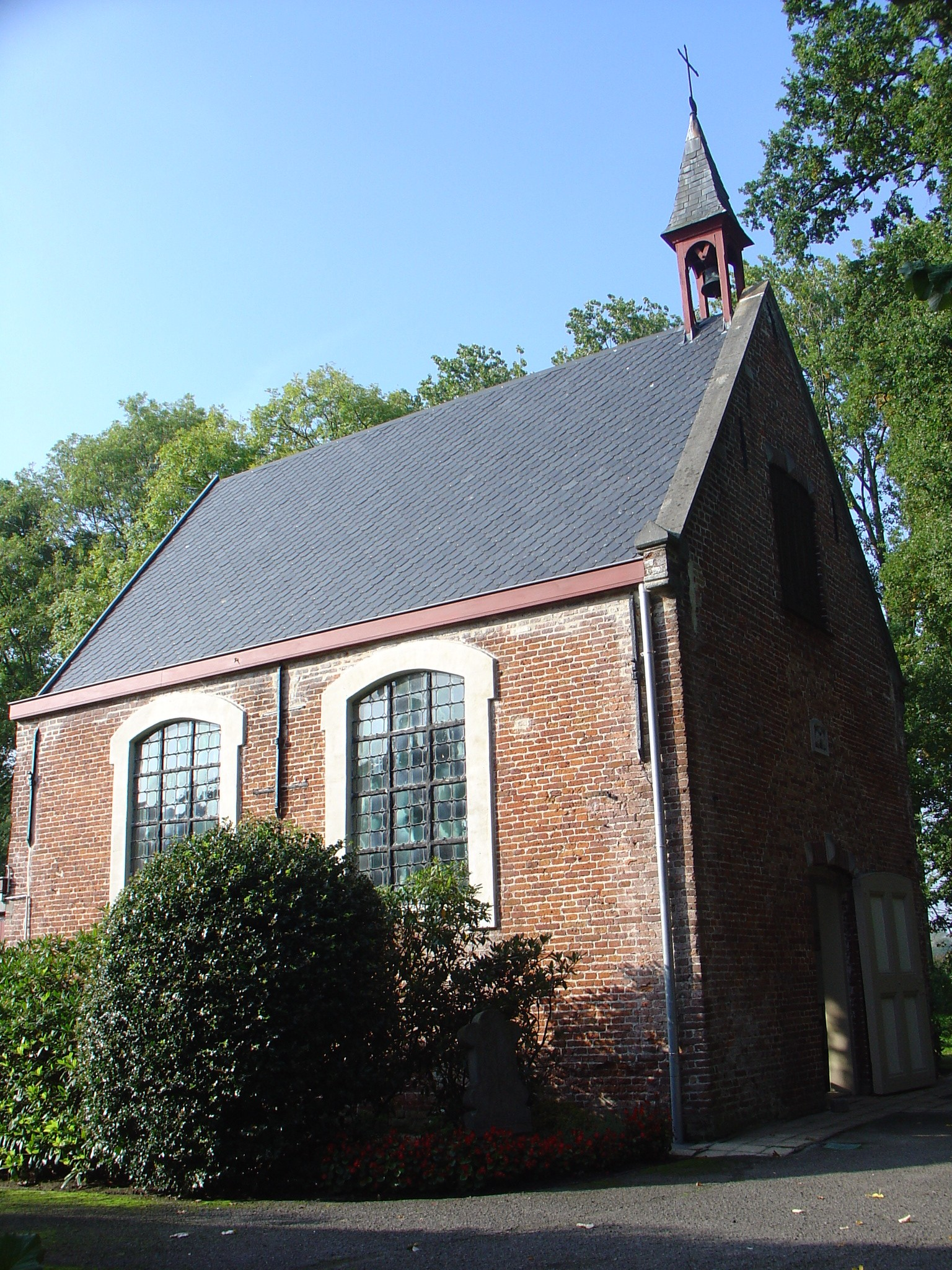
Kapel van Onze-Lieve-Vrouw van 't Boompje

De kapel van Onze-Lieve-Vrouw van 't Boompje is een bedevaartskapel die zich bevindt in het noorden van Sint-Andries, een deelgemeente van de Belgische stad Brugge. 

## Ligging
De kapel maakt deel uit van het landgoed Ter Lucht. De tussen de bomen verscholen kapel staat in de Koestraat, tussen de spoorlijn Brugge-Oostende en het kanaal Brugge-Oostende. Reeds in 1563 was er sprake van de eerste Mariaverering en in 1664 werd de kapel opgetrokken.

## Geschiedenis van de kapel

### Legende van de schippers en Onze-Lieve-Vrouw van 't Boompje
Volgens de overlevering zouden er twee schippers aangemeerd zijn langs de Ieperleet, een rivier op de plaats waar het huidige kanaal Brugge-Oostende loopt. Ter hoogte van het landgoed Ter Lucht vonden zij in de takken van een linde een Lievevrouwebeeldje. Met het beeldje trokken zij naar de pastoor van Sint-Andries, om deze op de hoogte te stellen van hun merkwaardige vondst. De pastoor was onder de indruk en stelde voor het beeldje een onderkomen te geven in de parochiekerk, om het daar te laten vereren door de parochianen. Maar het beeldje verdween en het werd even later teruggevonden in de takken van de linde. De parochianen zagen dit als een teken dat het beeldje daar thuishoorde en men besliste om Onze-Lieve-Vrouw bij de linde te vereren.
Gelijksoortige verhalen uit het Vlaamse volksgeloof zijn te vinden in Meetkerke en Lissewege (waar ook beelden gevonden werden en nadien vereerd). Het enige wat vaststaat bij Onze-Lieve-Vrouw van ’t Boompje, is dat het begin van de Mariaverering plaatsvindt in de nabijheid van een linde.

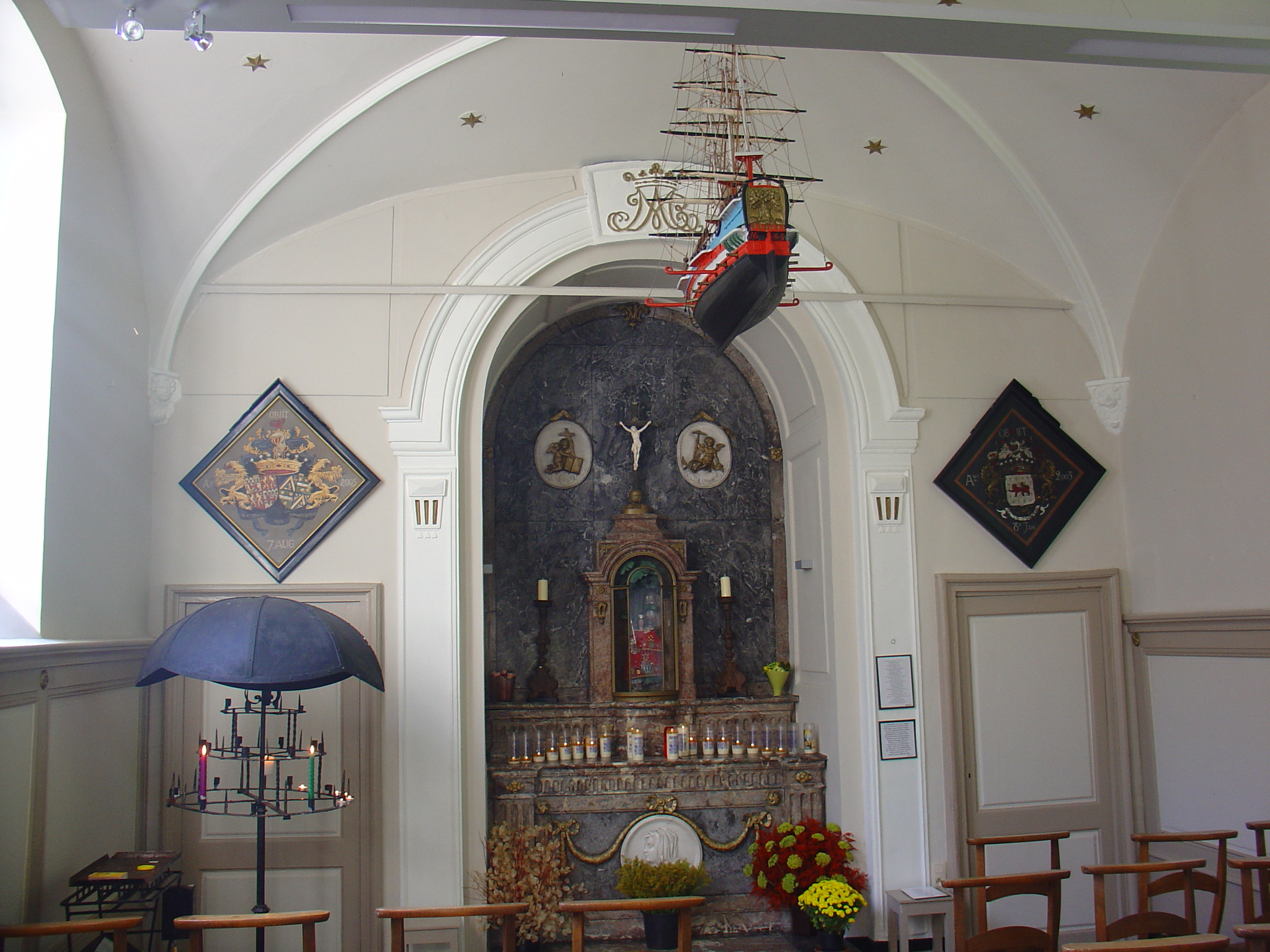
Binnenkant van de kapel van Onze-Lieve-Vrouw van 't Boompje met miniatuurschip en altaar

### Stichting van de kapel van Onze-Lieve-Vrouw van 't Boompje
De devotie tot Onze-Lieve-Vrouw van ’t Boompje werd voor het eerst vermeld in 1563, aldus het Woordenboek der Toponymie van Karel De Flou. Op het einde van de 16e eeuw was er opnieuw een vermelding van een Onze-Lieve-Vrouwboomken, gelegen op de grond van Pieter de Blende, tot in 1610 de eigenaar van het landgoed Ter Lucht.
Het domein werd eigendom van Andries de La Coste, een koopman uit Genua, en Livina de Valencia, die in het huwelijk traden op 20 juli 1604. Op 13 maart 1612 kregen ze een zoon, die genoemd werd naar zijn vader: Andries de La Coste. Later volgden nog vijf kinderen. De oudste zoon erfde het domein langs moederskant en werd een belangrijke figuur. Net als zijn grootvader Pieter de Valencia was hij de heer van Straeten, Watermaele en Ter Lucht. Daarnaast werd hij benoemd tot burgemeester van de stad Brugge en voogd van het Sint-Juliaangasthuis en van de Bogaerdenschool. Hij huwde op 22 maart 1630 met Louisa Boddens uit Alveringem.
In 1655 vroeg De La Coste toelating aan paus Alexander VII om op zijn domein een kapelletje op te richten voor pelgrims, naast de al bestaande huiskapel van het kasteel. Pas in 1663 kwam die toestemming er en op 11 april 1663 gaf bisschop Robert de Haynin de officiële goedkeuring. In 1664 kon men de bouwwerken aanvatten. In het najaar van 1664 kwam de afgevaardigde van de bisschop, aartspriester Jan Pynckel, op controle. Hij stelde voor om aan de ramen ijzeren staven te plaatsen en pleitte bij de kasteelheer voor de aanschaf van religieuze gebruiksvoorwerpen, opdat het mogelijk zou zijn missen op te dragen. Op het einde van het jaar waren de bouwwerken voltooid en kreeg het beeld van Onze-Lieve-Vrouw uiteraard een ereplaats in de kapel. In de volksmond sprak men al gauw van de kapel van ’t Boompje en het kasteel van ’t Boompje. Deze benamingen verwezen naar de linde uit de legende van de schippers. De bestaande linde werd geveld, om bijgelovige praktijken te voorkomen, zoals het uitsnijden van takken uit de boom...

### Evolutie in de 17e en 18e eeuw
Zowel in de 17e als in de 18e eeuw kenden verschillende pausen aflaten toe voor de bedevaarten naar Onze-Lieve-Vrouw van ’t Boompje. De Mariaverering kende er een wisselend succes.
Waarschijnlijk verzorgden de Brugse kapucijnen er in het begin de erediensten, want in 1670 gaf de bisschop hen de toelating om relieken van het Heilig Kruis en van Onze-Lieve-Vrouw uit te stallen. Op 28 november 1688 stierf Andries De La Coste en hij werd begraven in de Brugse Jeruzalemkerk. Maar ook in de volgende eeuw bleef het landgoed Ter Lucht in de handen van de adellijke familie De La Coste.
In 1718 werd de oorspronkelijke kapel gerestaureerd. Dertig jaar later, in 1748 probeerde men voor Onze-Lieve-Vrouw van 't Boompje een godsdienstig genootschap op te richten. De plannen van o.a. deken Pieter Pattyn, Frachois Vyvée, Jan Vermeere en gouverneur Adrian van den Berghe gingen echter niet door.
De kasteelheer gaf niettemin zijn toestemming om een genootschap op te richten, dat de Mariaverering kon aanzwengelen. Het genootschap stelde op 18 maart 1748 voor aan de Brugse bisschop, Jan Baptist de Castillion, om missen te lezen op zon- en feestdagen. Daarop won aartspriester kanunnik Augustinus van Vyve advies in bij de parochiepastoor van Sint-Andries, Jacobus Stephanus van Parys. Die vreesde echter een achteruitgang van het aantal kerkgangers in de parochiekerk en weigerde. De bisschop volgde het advies van de parochiepriester en verbood de vieringen.
Ondanks de afwijzing van hun voorstel, bleven de leden van het genootschap voortijveren voor extra misvieringen. Ze kregen gehoor bij een pater kapucijn, die elke eerste zondag van de maand een mis opdroeg, naast de reeds bestaande mis voor de familie van de kasteelheer. De bisschop stelde opnieuw zijn veto, waarna het broederschap aanklopte bij de paters van de Sint-Andriesabdij. Op sommige momenten vonden er drie missen plaats, tot ergernis van de parochiepriester.
Maar uiteindelijk moest het genootschap toch inbinden. Het Concilie van Trente (1545-1563) had de gelovigen zowat verplicht om in de eigen parochiekerk de misvieringen bij te wonen. Omdat de bisschop hiermee een stok achter de deur had, kon hij effectief ingrijpen. Vooreerst werden alle betrekkingen met de leden van het genootschap verboden en bovendien mocht er anno 1750 slechts één mis meer gelezen worden op zon- en feestdagen en dit enkel voor de kasteelheer en zijn familie. Het genootschap verdween uiteindelijk.
In de jaren nadien werd het erg rustig rond de kapel van 't Boompje. In 1781 werd het gebouw wel wat anders georiënteerd. Opdat de kapel zou uitgeven op de dreef, verplaatste men de ingang naar het oosten. Tijdens de Franse Revolutie bestonden er plannen om de kapel af te breken. In 1812 kwam er een besluit om alle bijzondere kapellen en bidplaatsen af te breken. Hiervan kwam niets in huis.
In de 19e eeuw veranderde de kapel meermaals van eigenaar. Op 13 augustus 1816 verkocht de laatste telg van de familie de la Coste, Jan de la Coste, het domein Ter Lucht aan ridder Emmanuel-Louis van Outryve d'Ydewalle. Toen hij stierf in 1827, kwam het zijn kleinzoon toe, Jules d’Hanins de Moerkerke, die het erfde als deel van zijn vroeg overleden moeder van Outryve d'Ydewalle. Jules d’Hanins de Moerkerke overleed echter al op twintigjarige leeftijd en zo kwam "Ter Lucht" toe aan zijn vader Julien d'Hanins de Moerkerke.
Onder zijn hoede herleefde de devotie voor het eerst sinds lang. In 1840 liet hij de kapel grondig verbouwen en herstellen. Na zijn dood kwam het goed toe aan Emma D'Hanins, uit Doornik, die het op haar beurt doorverkocht aan generaal Narcisse Ablaÿ de Perceval, op 14 maart 1859.
Ook hij droeg de kapel een warm hart toe. Vanaf 1859 vonden er voor het eerst een drietal misvieringen plaats rond 8 september. Dan vierde men Onze-Lieve-Vrouw Geboorte en dat ging gepaard met een kermis in de dreef van het kasteel.
Op 8 januari 1885 werd het domein aangekocht door ridder Auguste de Formanoir de la Cazerie (1852-1932), die het overliet aan zijn zoon Alberic de Formanoir de la Cazerie (1882-1954).

### Van de jaren 1900 tot nu
De volksdevotie duurde tot het einde van de 19e eeuw. In het begin van de 20e eeuw raakte de kapel wat in de vergetelheid. Tijdens de Eerste Wereldoorlog vond er wel elke zondagmiddag van augustus tot oktober een grote smeek- en boeteprocessie plaats.
Vanaf de Tweede Wereldoorlog kwam Onze-Lieve-Vrouw van 't Boompje weer in beeld. Op zondag 1 juni 1941 vierde de Sint-Baafsparochie de kapel van Onze-Lieve-Vrouw van ’t Boompje. Een jaar later schreef de bisschop van Brugge, Henricus Lamiroy, de toewijding van elke parochie aan Onze-Lieve-Vrouw voor. De parochie Sint-Andries blies daarom de eeuwenoude devotie van Onze-Lieve-Vrouw van ’t Boompje nieuw leven in.
Op 15 mei 1942, Hemelvaartsdag, hield men een grote bedevaart. Ter gelegenheid van die bedevaart liet pastoor René Faict een devotieprent ter ere van Onze-Lieve-Vrouw van ’t Boompje van Cornelis Van Caukercken heruitgegeven. Op 23 augustus 1942 ontstond er een soort broederschap, gesticht onder de naam Gild van Onze-Lieve-Vrouw van ’t Boompje. Naar aanleiding daarvan liet pastoor René Faict een bidprentje ontwerpen. Ook het bedevaartvaantje getekend door Guillaume Michiels (1909-1997) gaf de devotie een nieuw elan. Op initiatief van Jos Deleu, onderpastoor van de Sint-Baafsparochie, ontwierp ook Jules Fonteyne (1878-1964), toenmalig directeur van de Brugse Kunstacademie, een devotieprentje. Een andere grote bezieler van de bedevaarten op dat moment was volkskundige Maurits Van Coppenolle. Sint-Andries werd door de geallieerden bevrijd op 8 september en Brugge op 12 september 1944. Aangezien de bevrijding samenviel met Onze-Lieve-Vrouw Geboorte, flakkerde de devotie helemaal op. Tal van bedevaarten werden gehouden naar de kapel.
Op 22 oktober 1954 stierf Alberic De Formanoir De La Cazerie en het kasteel bleef eventjes onbewoond. In 1958 namen jonkheer Christian Van Caloen de Basseghem (1911-2003), zoon van de zus van Alberic de Formanoir, en zijn echtgenote Madeleine Gillès de Pélichy hun intrek in het domein. 
In 1963 werden bij de kapel acht kleine kapellen opgetrokken, ter ere van Onze-Lieve-Vrouw van Smarten. Deze kapellen kwamen er op vraag van het bestuur van de oudleerlingenbond van de Sint-Baafsjongensschool, die de laatste wens van hun stichter, meester Pol Brulez, wilden inwilligen. Op 6 september 1963 werden deze kapelletjes officieel ingewijd.
De laatste grotere bedevaarten vonden plaats op 24 mei 1992 en 21 mei 2000. Op 24 mei 1992 was er een speciale viering ter gelegenheid van 50 jaar bedevaart naar Onze-Lieve-Vrouw van ’t Boompje. Op 21 mei 2000 vond er opnieuw een bedevaart plaats, naar aanleiding van 900 jaar Sint-Andriesparochie. Nadien vonden elk jaar kleine meibedevaarten plaats en werd de kapel regelmatig bezocht door talloze fietsers en wandelaars.

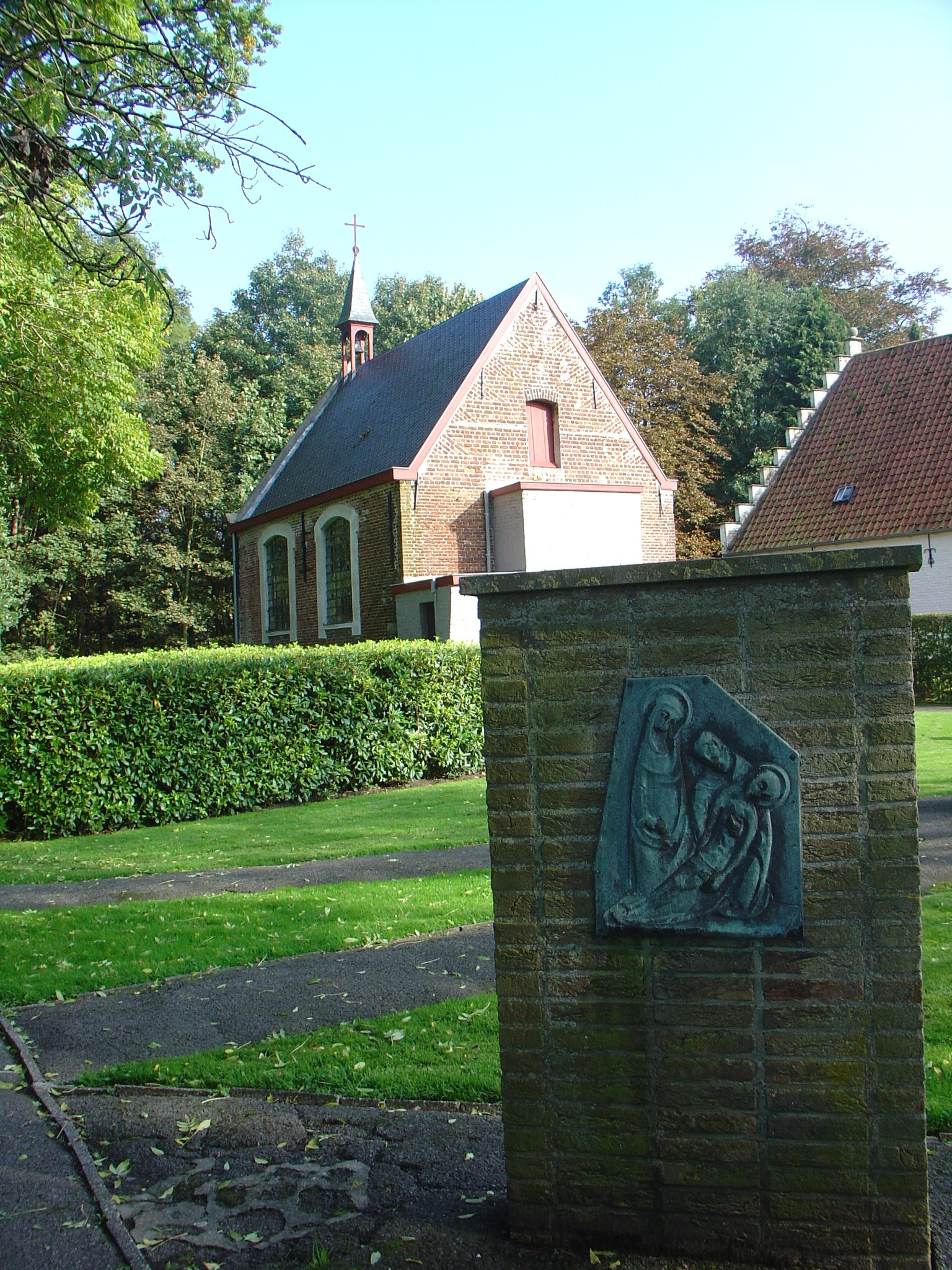
Eén van de acht kapelletjes van Onze-Lieve-Vrouw van Smarten

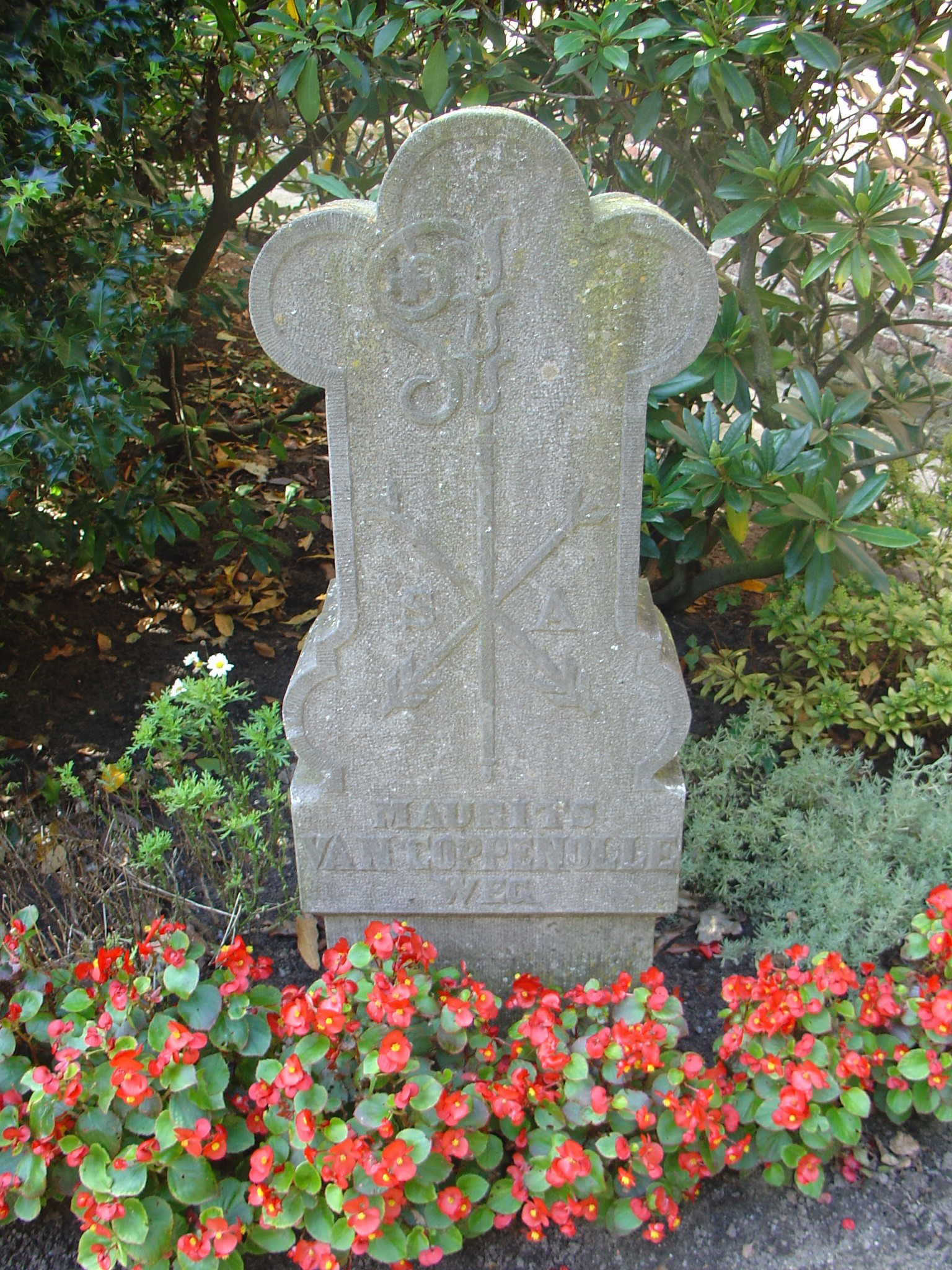
Gedenksteen Maurits Van Coppenolle

## Bouw en kenmerken van de kapel

### De kapel aan de buitenkant
- De eenvoudige kapel ligt in de polders, naast een dreef met bomen en omringd door een tuin met aan de westelijke zijde acht kleine kapellen. Deze kapelletjes, daterende uit 1963, staan voor de Zeven Smarten van Onze-Lieve-Vrouw en verwijzen naar:

1. De opdracht van Jezus in de tempel door Simeon, de voorspelling dat Jezus de Zoon van God is
2. De vlucht naar Egypte
3. Het zoekraken van Jezus in de tempel
4. De ontmoeting van Maria met Jezus op weg naar de Calvarieberg
5. Maria staat onder Jezus' kruis
6. Maria omhelst Jezus' dode lichaam na de kruisafname
7. Jezus wordt begraven
8. Het achtste kapelletje maakt geen deel uit van de Zeven Smarten, maar stelt de Maria-Tenhemelopneming voor.

- Aan de zuidoostelijke zijde van de kapel staat een gedenksteen ter ere van Maurits Van Coppenolle, die samen met pastoor René Faict de drijvende kracht was achter de devotie tijdens en na de Tweede Wereldoorlog.

- De kapel heeft in elk van de twee zijmuren twee glasramen, beschermd door ijzeren staven.

- De sacristie is aangebouwd aan de westkant.

- Aan de puntgevel van de kapel zijn nog sporen van de restauratie in 1718 te zien.

- Boven de toegangsdeuren staan drie sluitstenen, met daarboven een steen daterend uit 1885, met de blazoenen van de familie Formanoir De La Cazerie - Borluut D’Hoogstraete.

### De kapel aan de binnenkant
- Het gewelf bestaat uit twee traveeën in kruisgewelf, gescheiden door een boog, die steunt op twee kraagstenen met het wapen van de familie De La Coste.

- Boven de toegangsdeur hangt het schilderij De aanbidding door de drie koningen.

- Het beeldje van de Madonna en kind, dat ca. 35 cm hoog is, staat onder een gebeeldhouwde linde, in een marmeren nis. Onze-Lieve-Vrouw en Kindje Jezus dragen een damasten kleed. Onze-Lieve-Vrouw houdt een grote scepter vast in haar rechterhand en op haar linkerarm draagt zij Jezus, die op zijn beurt een wereldbol met kruis in handen heeft.

- Het altaar ligt in de westelijke apsis. Het oorspronkelijke altaar was gesitueerd in het zuiden van de kapel, maar in 1781 werd geopteerd om een altaar te bouwen aan de westelijke zijde. De beeldhouwer van het altaar was de Bruggeling Pieter Pepers, die ook het hoofdaltaar in de Brugse Onze-Lieve-Vrouwekerk maakte. Hij kreeg de opdracht van de familie De La Coste - Stappens. Het altaar bestaat uit rood marmer en in een grijs medaillon is Maria weergegeven. Het boogvormige retabel draagt het jaartal 1781. Boven het altaar bevinden zich twee engelenfiguren. De engel links draagt een kruis en een open evangelieboek (een teken van geloof); de engel rechts houdt een anker vast (een teken van hoop).

- Aan de zijwanden van de kapel hangen wapenschilden van de familie De La Coste.

- In de vloer zit een stervorm verwerkt, gemaakt uit wit marmer.

- In het gewelf van de kapel hangt een gerestaureerd miniatuurschip, dat geschonken werd door enkele schippers als dank voor een redding uit een zware storm in 1683. De achtersteven van het miniatuurschip vermeldt deze datum en toont bovendien hoe twee engelen Onze-Lieve-Vrouw van 't Boompje kronen. De kapel stond bekend als een bedevaartsoord voor schippers, die langs de nabijgelegen Ieperleet voeren. Volgens de overlevering lieten ze destijds het boordkanon knallen, om op die manier Onze-Lieve-Vrouw van ’t Boompje te groeten.